# Lorentz Lossius
Lorentz Lossius (ur. 26 czerwca 1589, zm. 24 listopada 1654 w Kvikne) był norweskim górnikiem i inżynierem niemieckiego pochodzenia. W 1631 roku został księgowym w hucie srebra Kongsberg, a następnie w 1635 roku został zatrudniony na tym samym stanowisku w hucie w Kivkne, aż do roku 1643.

## Życiorys
Ojcem Lossiusa był ksiądz Christopher Lossius, imię matki Lossiusa jest nieznane. Lorentz urodził się w Niemczech, prawdopodobnie w Getyndze. Pierwsze wzmianki o Lossiu są z 1631 roku, kiedy został księgowym w hucie srebra w Kongsberg, w 1635 roku Lossius przeniósł się na to samo stanowisko do huty miedzi w Kivkne. Jakiś czas później Lossius poślubił Kirsten Bruse córkę księdza Andersa Olsena Bruse. W 1642 Lorentz zrezygnował ze stanowiska księgowego i z innymi górnikami zaczął szukać złóż miedzi w okolicach Røros. W 1644 roku przez górników zostały odnalezione pierwsze złoża rudy miedzi, a Lorentz za namową teścia rozpoczął na tamtych terenach działalność, ale złoża okazały się bardziej ubogie, niż się spodziewano. W tym samym roku Lossius spotkał rolnika i myśliwego Hansa Aasena, który jako pierwszy wskazał miejsce z kamieniami z bogatą rudą miedzi. W 1645 roku Lossius dostał prawo do wydobycia i do budowy huty. Sukces Lossius nie trwał długo, bo w 1646 roku część huty przejął Joachim Irgens szambelan królewski. Joachim Irgens został jednym z właścicieli, a w 1651 roku przejął hutę. Po utracie huty wrócił na rodzinną farmę w Kvikne, gdzie zmarł w 1654 roku.

## Upamiętnienia
- Obraz przedstawiający Lossiusa Lorentza, namalowany przez Peder Andersen Lilje w 1670 roku.

## Wzmianki w literaturze
- W. Brandt: Stamtavle over Familjerne Lossius og Brandt. Med flere i samme indgiftede Slægter, Bergen 1863
- G. B. Nissen: Røros kobberverk 1644–1974, Trondheim 1976
- O. Øisang: “Røros kobberverks historie”, i Røros-boka, bd. 2, Røros 1942